# Ioannis Theotokis
Ioannis Theotokis (Grieks: Ιωάννης Θεοτόκης) (Athene, 1880 - Korfoe, 6 juni 1961) was een Grieks politicus en eerste minister.

## Levensloop
Theotokis werd geboren in Athene als de zoon van politicus Georgios Theotokis.
Hij werd zeven keer verkozen in het Parlement van Griekenland en was minister van Landbouw in drie verschillende regeringen. Van 6 januari tot 23 maart 1950 was hij premier in een voorlopige regering.